# Penissocke

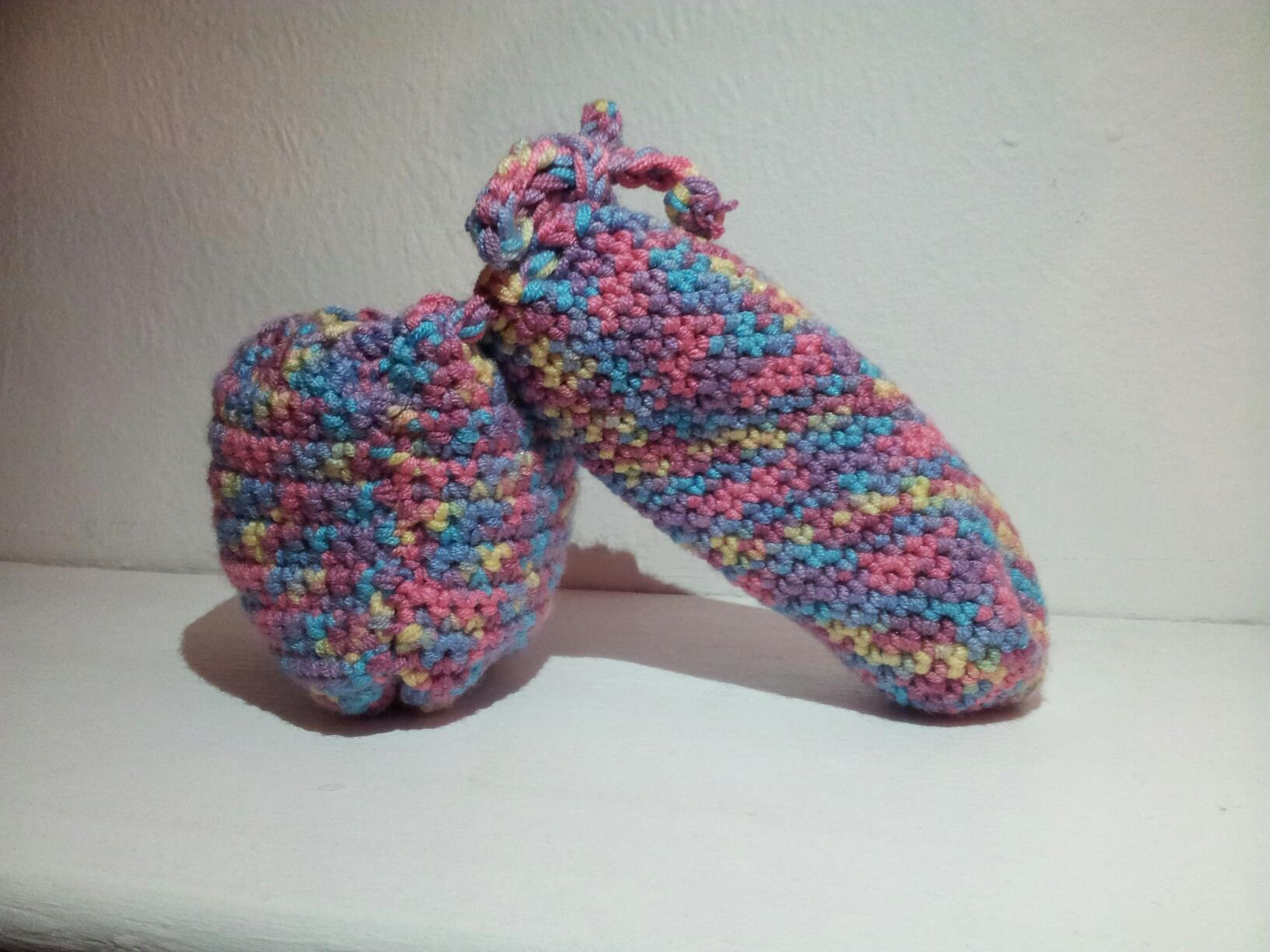
Eine gehäkelte Penissocke

Eine Penissocke ist ein Kleidungsstück oder Accessoire für den menschlichen Penis und Hodensack.
Laut der kroatischen Strickerin Radmila Kus wurden Penissocken historisch von Männern in Mrkopalj getragen, um Kälteschäden vorzubeugen. Auch Versionen aus Eichhörnchenfell, die mit dem Fell nach innen unter Lederhosen getragen wurden, sind belegt. Auf den Färöer-Inseln waren die Socken als kallvøttur oder purrivøttur geläufig und trugen im Verlobungsprozess regional verschiedene symbolische Bedeutungen. 
In der Moderne sind Penissocken weitestgehend als Scherzartikel weiter in Verwendung. Auch werden sie als suggestives Stil- oder Werbemittel vereinzelt in solchen Kontexten platziert, in denen sexuelle Darstellungen andernfalls als verpönt gelten würden, ähnlich einem Feigenblatt.